# 2020 FQ40
2020 FQ40 est un objet transneptunien d'environ 225 km de diamètre, de la famille des objets épars, avec un aphélie à 93 UA.